# Hypoteční banka Království českého

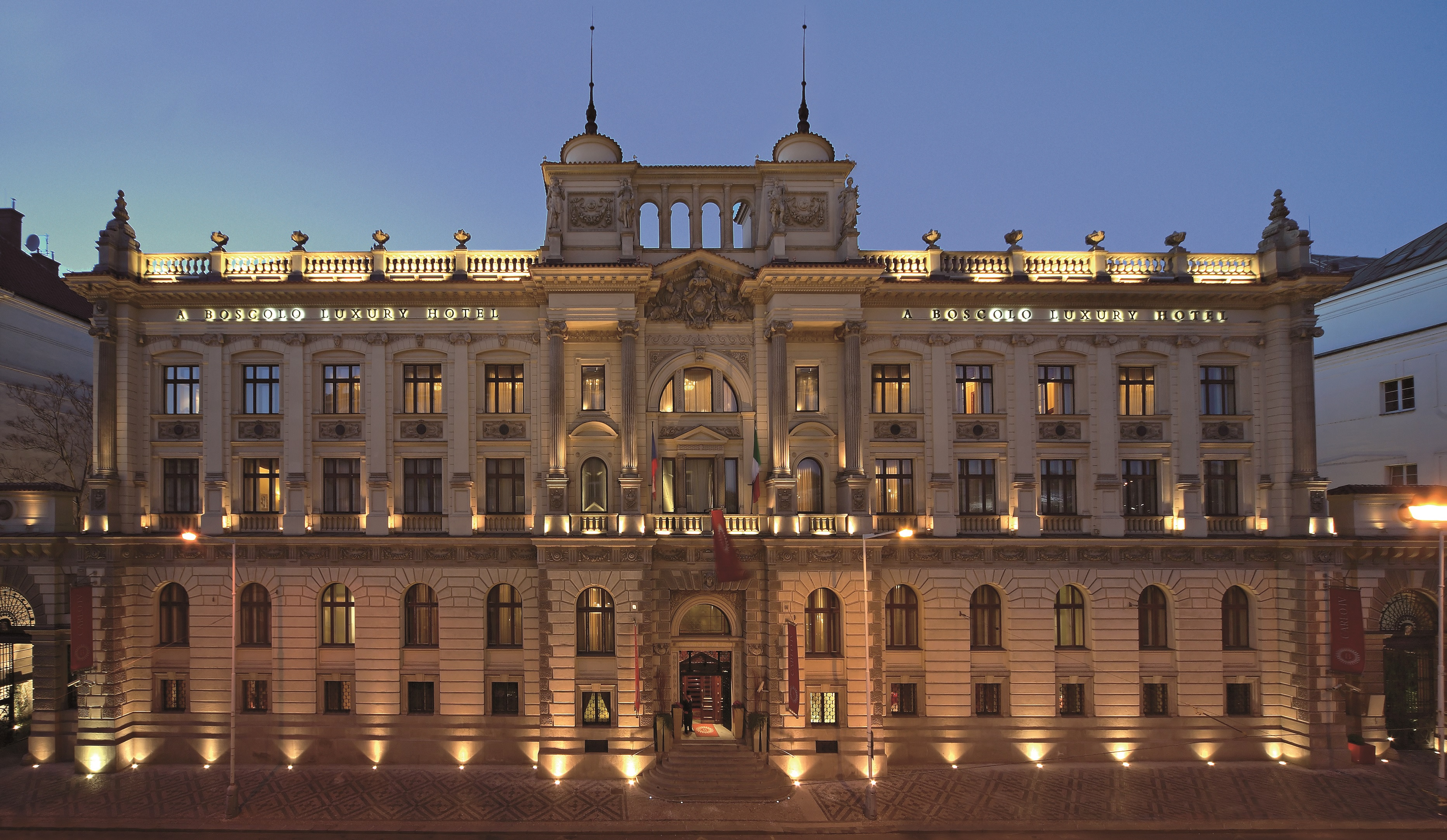
Hotel v budově bývalé Hypotéční banky

Hypoteční banka Království českého (německy: Hypothekenbank des Königreichs Böhmen) byla první česká úvěrová banka, otevřená v Praze 16. ledna 1865 a přejmenovaná koncem roku 1918 na Hypoteční banku českou.

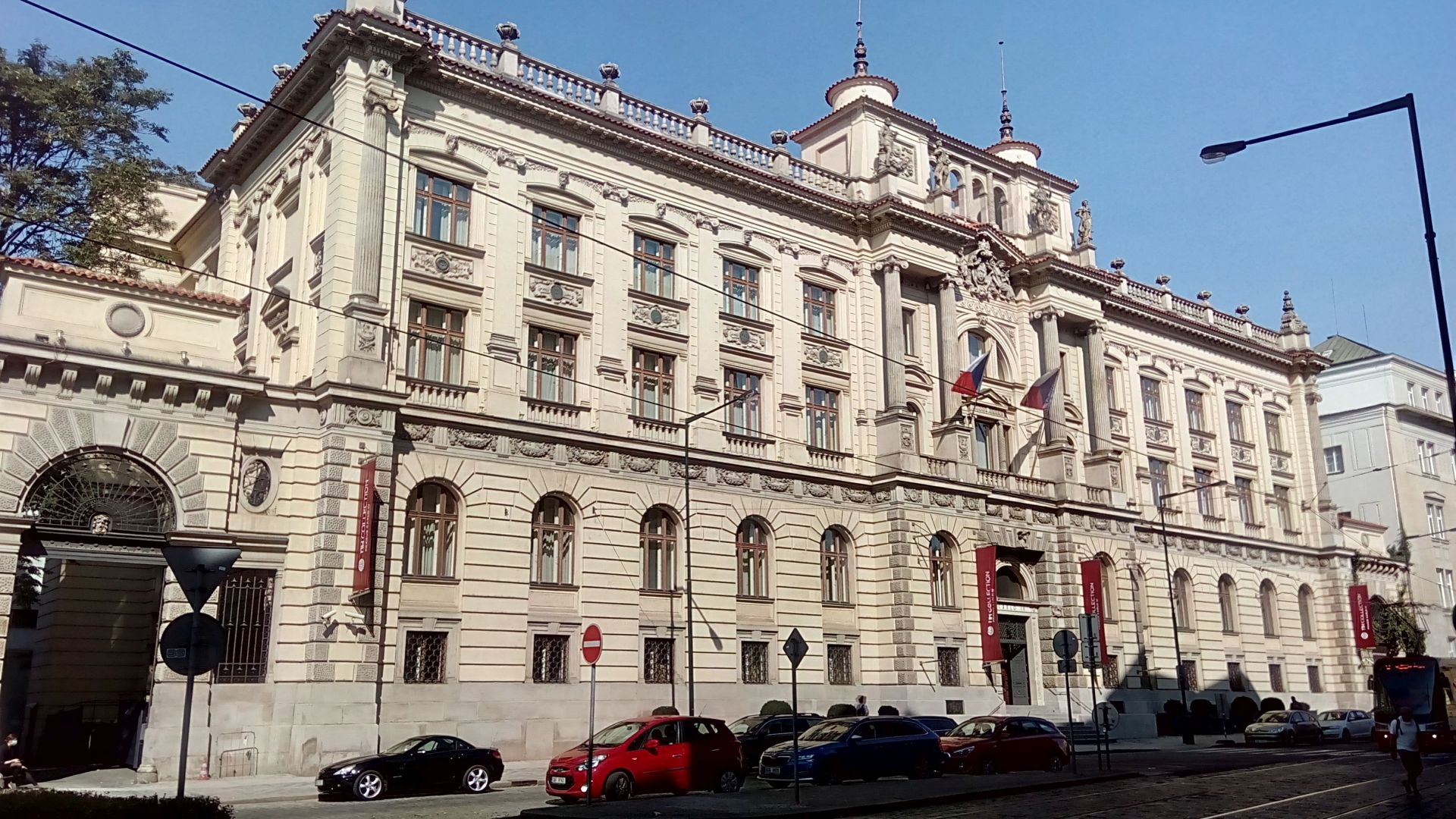
budova Hypoteční banky

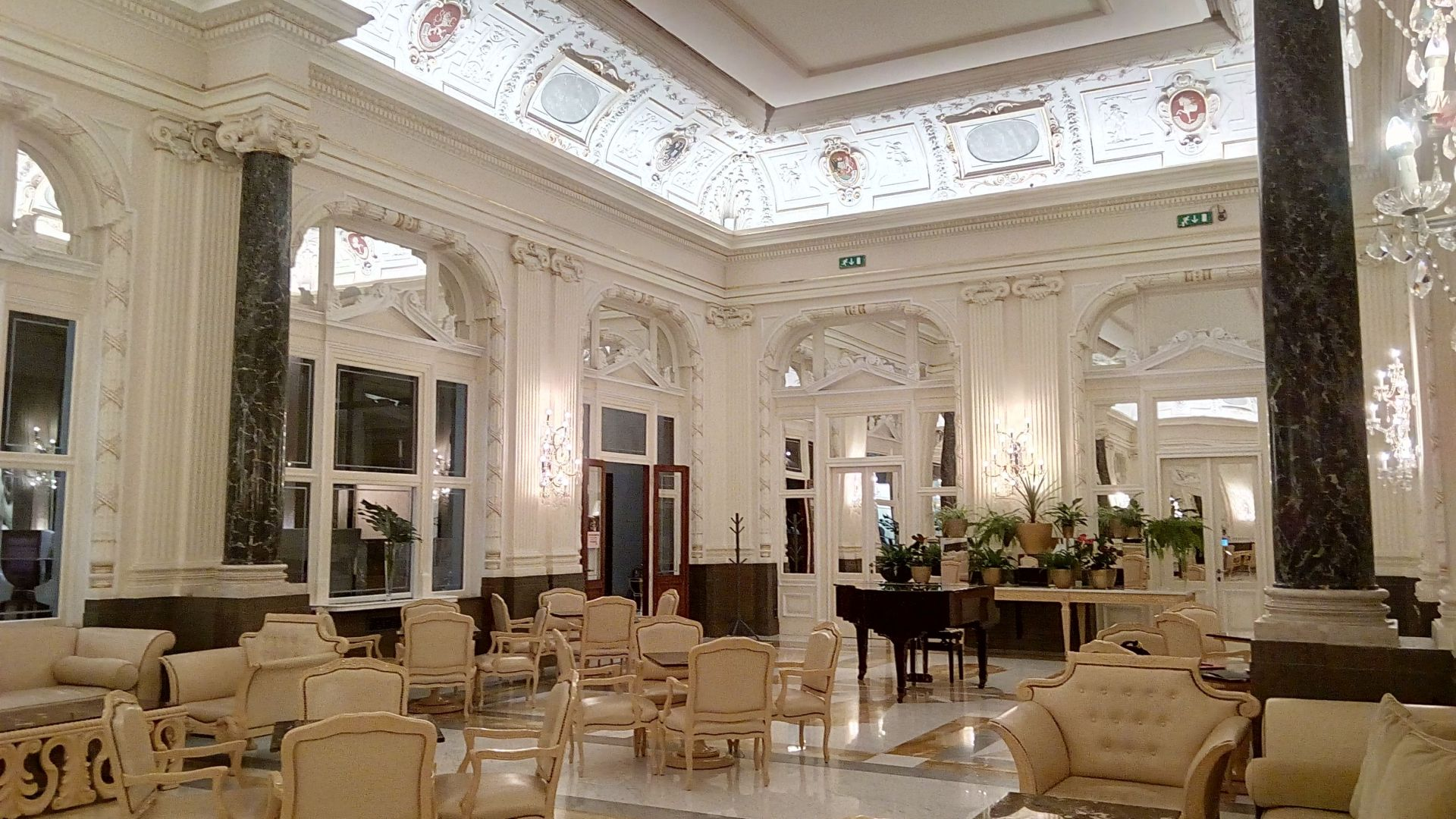
vestibul

## Historie

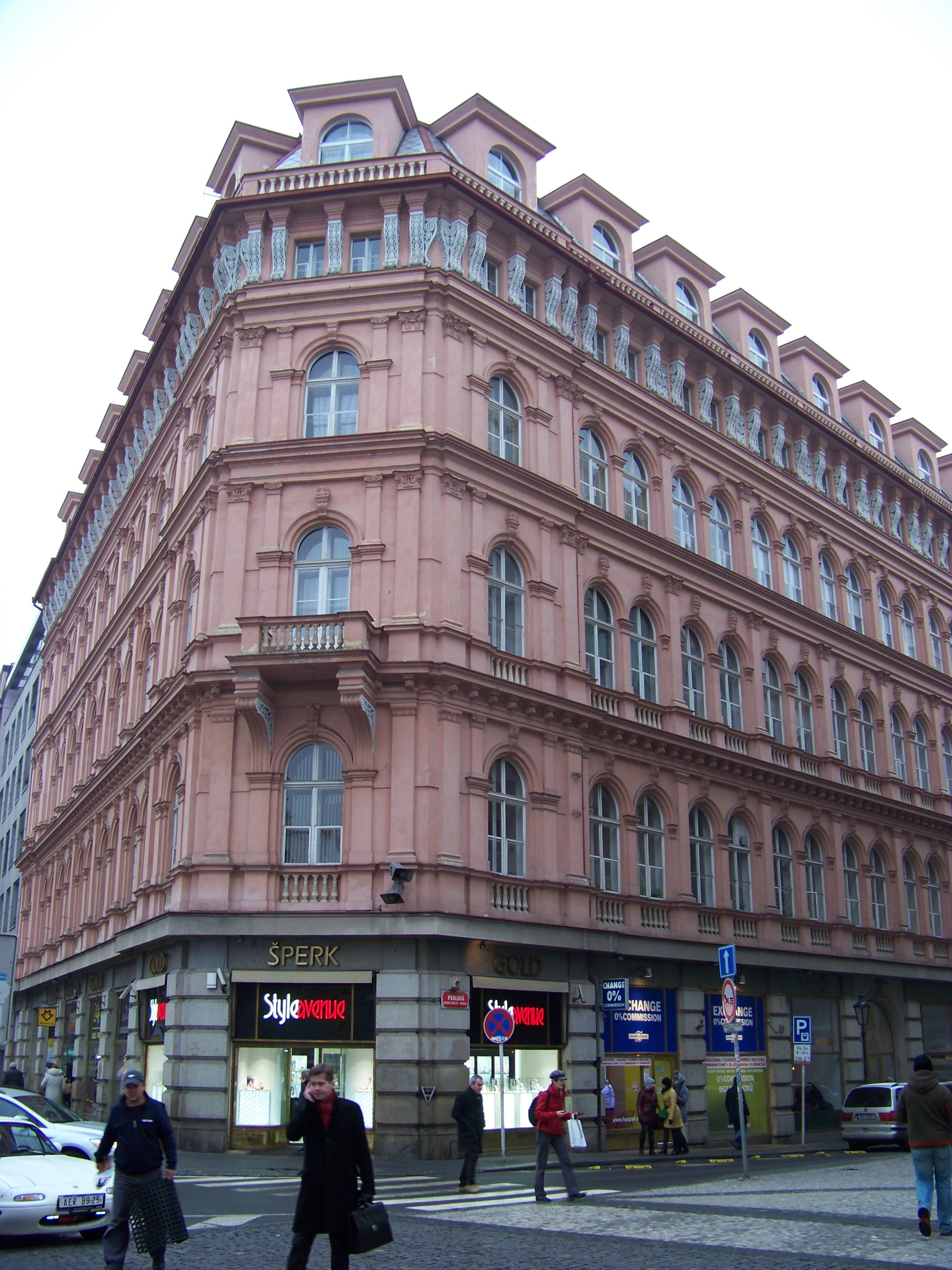
První sídlo Hypoteční banky: Národní třída 43, nároží Perlové ulice

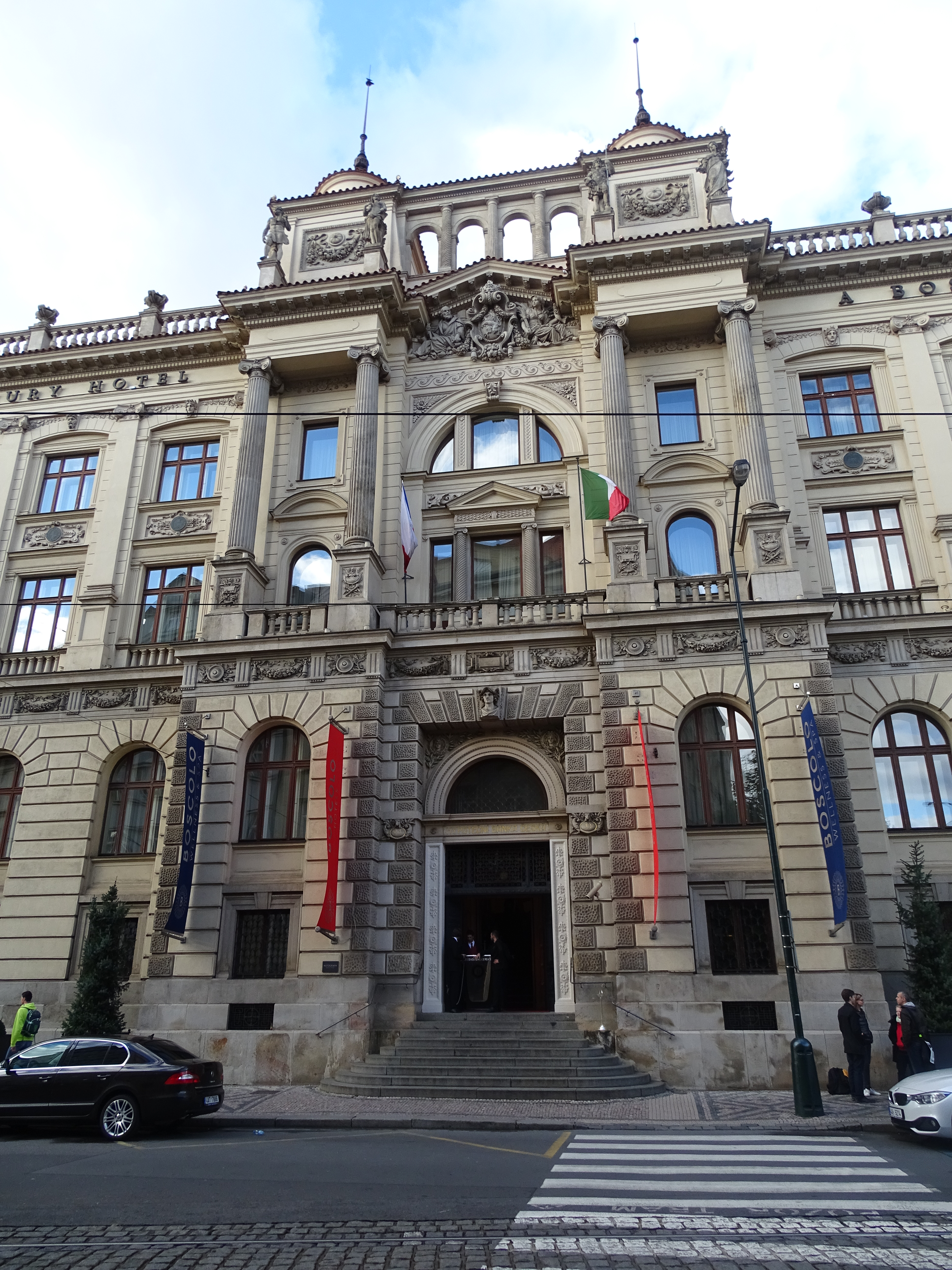
Druhé sídlo: Senovážné náměstí, hlavní portál

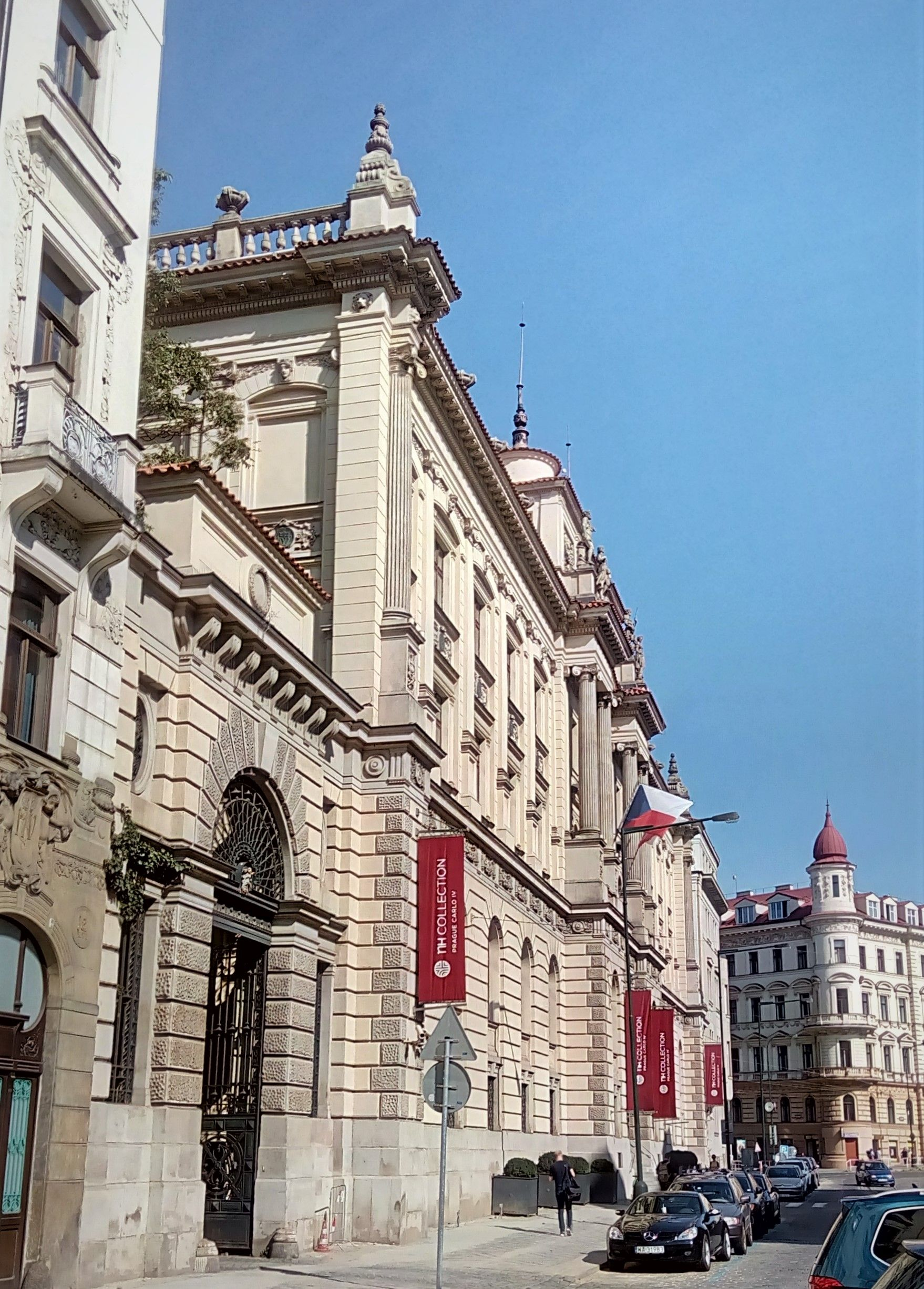
Průhled Senovážným náměstím k Bolzanově ulici

O ustavení banky české stavy usilovaly již od roku 1848. Na návrhu předloženém císaři roku 1863, se podíleli advokát Adolf Maria Pinkas a Albín Bráf. Císař banku povolil svým rozhodnutím z 29. dubna 1864. Banka byla otevřena 15. ledna 1865. Soustředila se na úvěrování zemědělců, jimž na pozemky či nemovitosti vystavovala zástavní listy. Patřila k nejstarším a nejlépe hospodařícím v Rakouské monarchii. Svou činnost zahájila se základním jměním 77 tisíc zlatých, které se jí do konce roku podařilo navýšit na 4 820 869 zlatých. Z nejbližších obdobných peněžních ústavů byla starší jen hypoteční banka drážďanská, založená roku 1863, vídeňská banka tehdy měla jen hypoteční oddělení. Český příklad následovala Hypoteční banka markrabství Moravského, která svou činnost zahájila 22. dubna 1876. Hlavní konkurencí se jim staly staly rakouské Reiffeisenovy pokladny.
V letech 1889–1906 byl generálním ředitelem banky hrabě Zdenko František Thun-Hohenstein (1842–1906), a k pěti voleným ředitelům patřili národohospodář a politik Albín Bráf, lékař a politik Emanuel Engel, hrabě Jakub Černín nebo prof. Dr. Gabriel Blažek, který byl roku 1907 jmenován do úřadu generálního ředitele.

## Dvě sídla
Prvním sídlem byla novostavba nárožního paláce čp.365/I na Národní třídě 43, kde sídlili i jiní nájemci. Prosperita banky umožnila v roce 1890 její přestěhování do vlastní a daleko větší novorenesanční budovy čp. 991/II na Senovážném náměstí 13. Projektoval ji pražský německý architekt Achille Wolf a s dílčími změnami realizoval stavitel Alois Elhenický. Lokalita byla zvolena cíleně v blízkosti Plodinové burzy a obou pražských železničních nádraží, na něž přijížděli venkovští klienti banky.
Budova je čtyřkřídlá se třemi osově řešenými dvory, oba postranní dvory jsou přístupné samostatnými branami a sloužily jako parkoviště vozů. Průčelí tvoří trojosý střední rizalit, završený dvěma hranolovými věžicemi s hromosvody. Pod kordonovou římsou prvního patra jsou vsazeny kovové reliéfy českých mincí deseti století od denárů přes groše, florény a tolary až po korunu. Nad portálem vchodu je kamenná busta Merkura, ochránce obchodu. V nadpraží obou bran do dvora jsou reliéfy gorgon. Jejich autorem je prof. Celda Klouček. Na štítu 4. patra je v rizalitu vsazen reliéfní znak Českého království mezi dvěma postavami štítonošů. Attiku zdobí balustráda s kamennými vázami a čtyři sochy (dvě ženy a dva muži): personifikace Práce, Půdy, Kapitálu a Výnosu. Jejich autorem je Antonín Popp. Z výzdoby interiérů se dochovaly ve dvoraně fabionové stropy se štukaturami a malovanými znaky českých měst. V hlavním sále a v někdejších kancelářích ředitelů byly zčásti obnoveny novorenesanční malby s groteskním ornamentem.
V roce 1945 budovu získala Československá pošta a umístila v ní Ředitelství mezinárodní poštovní přepravy, jemuž sloužila do roku 1989. V 90. letech byla zchátralá budova prodána řetězci původně španělských hotelů NH Group, který ji rekonstruoval na luxusní hotel Carlo IV.